# Jonathan Sexton
Jonathan Sexton (ur. 11 lipca 1985 w Dublinie) – irlandzki rugbysta występujący na pozycji łącznika ataku w Leinster a także w irlandzkiej drużynie narodowej.
Debiutował w drużynie narodowej 21 listopada 2009 w meczu z Fidzi w Dublinie. Zdobył w nim 16 punktów (wykorzystał 2 karne i 5 podwyższeń) i został wybrany graczem meczu.
Z Ireland Wolfhounds (Irlandia A) w 2009 zdobył Puchar Churchilla.
Z Leinster zwyciężył w rozgrywkach Magners League w sezonie 2007/2008, zdobył również Puchar Heinekena w sezonie 2008/2009.